# 斐濟棘花鮨
斐濟棘花鮨，又稱斐濟棘花鱸，為輻鰭魚綱鱸形目鱸亞目鮨科的其中一種，其种加词“fijiensis”意为“斐济的”。分布於中西太平洋的斐濟海域，棲息深度約293公尺，體長可達7.5公分，為底棲性魚類，屬肉食性，生活習性不明。